# Томас, Имоджен
И́моджен Мэ́ри То́мас (англ. Imogen Thomas; род. 29 ноября 1982, Горсейнон, Уэльс, Великобритания) — уэльская актриса, фотомодель и телевизионная персона.

## Карьера
Томас начала свою карьеру в качестве фотомодели в 1995 году.
Прославилась после победы на конкурсе красоты «Мисс Уэльс-2003» и участия в реалити-шоу «Большой брат» (2006).
В 2012 году дебютировала в кино.

## Личная жизнь
С 2011 года Имоджен состоит в фактическом браке с Адамом Хорсли. У пары есть две дочери — Ариана Сиена Хорсли (род. 10.02.2013) и Сиера Алера Хорсли (род. 20.11.2015).